# Guy Davidi
Guy Davidi (Tel Aviv, 9 de julho de 1978) é um cineasta israelense. Como reconhecimento, foi nomeado ao Oscar 2013 na categoria de Melhor Documentário em Longa-metragem por 5 Broken Cameras.